# 1985 (album)
1985 – piąty studyjny album duetu Rasmentalism, którego premiera odbyła się 8 kwietnia 2016. Wydawnictwo ukazało się nakładem wytwórni płytowej Asfalt Records.
Do utworów z płyty nakręcone zostały teledyski: „1985”, „Ale zdejmij buty”, „Nowa miłość”, „Przezroczysta krew”.
Album zadebiutował na szczycie polskiej listy sprzedaży OLiS.

## Lista utworów
Źródło.
1. „Zima” (gościnnie: Otsochodzi)
2. „Przezroczysta krew”
3. „Co mi zrobisz?”
4. „Czarne koty”
5. „Nowa miłość”
6. „Ale zdejmij buty” (gościnnie: Ten Typ Mes)
7. „1985”
8. „Wszyscy kłamią”
9. „Jak z nut”
10. „Drugie życie przed snem”
11. „Na pół”
12. „Jeszcze jeden kieliszek”
13. „K.” (gościnnie: Pan Tubas)
14. „Przerwa”